# Windows Driver Model
視窗驅動程式模型（Windows Driver Model，簡稱WDM），是微軟視窗作業系統的驅動程式設計架構，包括對於各項裝置（Device）的支援，如鍵盤（Keyboard）、滑鼠（Mouse）、網路卡（Network Driver Interface Specification，Ndis）、通用序列匯流排（Universal Serial Bus，USB）等。WDM可支援Windows 98, Windows 98 Second Edition, Windows Me, Windows 2000, Windows XP以及Windows Server 2003在x86平台上的建制工作。這個架構分成好幾個管理層面：
- 核心（Kernel）
- 物件管理（Object Manager）
- 執行（Executive）
- 輸入輸出管理（I/O Manager）
- 記憶體管理（Memory Manager）
- 行程服務（Process Service）
- 執行時期函式庫（Run-time Library）
- 電源管理（Power Manager）
- 隨插即用子系統（Plug and Play Subsystem）
- 視窗管理指令（Windows Management Instrumentation，WMI）
- 核心流（Kernel Streaming）
- 硬體抽象層（Hardware Abstraction Layer）

## 種類
驅動程式的種類有匯流排驅動程式（bus driver）、功能驅動程式（function driver）、篩選驅動程式（filter driver）三種：
- 匯流排驅動程式（bus drivers）
  - 虛擬匯流排驅動程式（Virtual bus drivers）：呼叫IoInvalidateDeviceRelations通知PnP Manager。
- 功能驅動程式（function drivers）
  - 微埠型驅動程式（miniport drivers）：屬於USB, Audio, SCSI以及network的轉換器（adapters）。
  - 虛擬裝置驅動程式（Virtual device drivers）
  - 類型驅動程式（Class drivers）
- 篩選性驅動程式（filter drivers）
  - 上層篩選性驅動程式（upper-filter drivers）
  - 下層篩選性驅動程式（lower-filter drivers）

## 程式進入點
如同許多語言從main函式開始，WDM驅動程式的載入（Loading）乃至於動作，以及其卸載（Unload）行為，都有其步驟與規則。WDM驅動程式可以動態式的載入與卸載，當偵測到裝置（Device）插入的時候，依據「PnP Manager」會自動地載入相對應的裝置驅動程式，然後成為「Driver Object」，並呼叫DriverEntry函式。所有的WDM驅動程式，都必須擁有這個DriverEntry常式（routine），而且「此一名稱不可改變」的，所有的驅動程式也是從這裡開始執行的，I/O Manager首先呼叫驱动程式的DriverEntry()。DriverEntry在DDK Compiler編譯出來的輸出符號表是“DriverEntry@8”，原因是微軟的C編譯器把stdcall函示（例如VcDCall）的名稱加上“記號”，加上一個＠符號，在附上參數的總位元組個數，8指此function的所有參數所佔的byte數。
DriverEntry函式有兩個參數，其中第一个参数PDRIVER_OBJECT DriverObject是指向该驅動程式对应的物件指標；PUNICODE_STRING RegistryPath，驅動程式的服务主要鍵碼，這個參數的使用時機並不多。以下是一個簡單而標準的DriverEntry基本實作：
```
 
NTSTATUS
 
DriverEntry
(
PDRIVER_OBJECT
 
DriverObject
,
 
PUNICODE_STRING
 
pRegistryString
)

 
{

   
//PDEVICE_OBJECT DriverObject;

   
UNICODE_STRING
 
deviceName
;

   
RtlInitUnicodeString
(
 
&
deviceName
,
 
DEVICE_NAME
 
);

       

   
status
 
=
 
IoCreateDevice
(
 
DriverObject
,
 
0
,
 
&
deviceName
,
 

      
FILE_DEVICE_UNKNOWN
,
 
FILE_DEVICE_SECURE_OPEN
,
 
true
,
 
&
pDeviceObj
 
);

 

   
UNICODE_STRING
 
linkName
;

   
RtlInitUnicodeString
(
 
&
linkName
,
 
LINK_NAME
 
);

   
status
 
=
 
IoCreateSymbolicLink
(
 
&
linkName
,
 
&
deviceName
 
);

 

   
DriverObject
->
DriverUnload
 
=
 
DriverUnload
;

   
DriverObject
->
MajorFunction
[
IRP_MJ_CREATE
]
 
=

   
DriverObject
->
MajorFunction
[
IRP_MJ_CLOSE
]
 
=

   
DriverObject
->
MajorFunction
[
IRP_MJ_DEVICE_CONTROL
]
 
=
 
xxDriverDispatch
;

   
DriverObject
->
DriverUnload
 
=
 
xxUnload
;

 

   
return
 
STATUS_SUCCESS
;

 
}

```

## IRQL
DriverEntry運作在IRQL = PASSIVE_LEVEL等級，所以可以使用分頁內存。WDM有數個經常實作的PASSIVE_LEVEL等級如下：
- DriverEntry
- Dispatch Function：DispatchXxx
- Unload：UnloadXxx
- AddDevice: XxxAddDevice
- Reinitialize: XxxReinitialize

另外還有幾個DISPATCH_LEVEL等級的函式如下：
- StartIo
- AdapterControl
- ControllerControl
- IoTimer
- Dpc（延遲程序呼叫，Deferred Procedure Call）

## 派送行程
當DriverEntry函式完成物件的初始化與系統註冊之後，接下來的重點便會落在Dispatch Function身上。每當I/O Manager得到一個請求時（例如按鍵，移動滑鼠），它使用請求的函數代碼（IoControlCode）呼叫驅動程序中幾個Dispatch行程。
```
 
NTSTATUS
 
xxDispatch
 
(
IN
 
PDEVICE_OBJECT
 
DeviceObject
,
IN
 
PIRP
 
pIrp
)

 
{
 

    
NTSTATUS
 
ntStatus
 
=
 
STATUS_SUCCESS
;

    
ULONG
 
IoControlCodes
 
=
 
0
;
             

    
PIO_STACK_LOCATION
 
IrpStack
=
NULL
;
   

 

    
pIrp
->
IoStatus
.
Status
 
=
 
STATUS_SUCCESS
;

    
pIrp
->
IoStatus
.
Information
 
=
 
0
;

 

    
IrpStack
 
=
 
IoGetCurrentIrpStackLocation
(
pIrp
);
    

 

    
switch
 
(
IrpStack
->
MajorFunction
)

    
{
 

        
case
 
IRP_MJ_CREATE
:

            
break
;

        
case
 
IRP_MJ_CLOSE
:

            
break
;

        
case
 
IRP_MJ_DEVICE_CONTROL
:

            
IoControlCodes
=
IrpStack
->
Parameters
.
DeviceIoControl
.
IoControlCode
;

            
switch
 
(
IoControlCodes
)

            
{
 

                
case
 
IOCTL_1
:

                    
break
;

                
case
 
IOCTL_2
:

                    
break
;

                
default
:

                    
pIrp
->
IoStatus
.
Status
 
=
 
STATUS_INVALID_PARAMETER
;

                    
break
;

            
}

            
break
;

        
default
:

            
break
;

    
}

    
ntStatus
=
pIrp
->
IoStatus
.
Status
;

 

    
IoCompleteRequest
(
pIrp
,
IO_NO_INCREMENT
);

 

    
return
 
ntStatus
;

 
}

```

## 卸載
Unload負責在驅動程式被停止前做一些必要的處理動作，如释放资源，记录最後状态等。
```
 
VOID
 
DriverUnLoad
 
(
IN
 
PDRIVER_OBJECT
 
DriverObject
)

 
{
 

   
if
 
(
DeviceObject
)
 
{

   
IoUnregisterFileSystem
(
DeviceObject
);

   
IoDeleteDevice
(
DeviceObject
);

   
//DeviceObject = 0;

 
}

```

## 編譯
驅動程式的编译需要使用DDK（Device Driver Kit）中的build指令，它是一道命令行程序，一般會在後面加上參數：-ceZ。例如：
```
 C:\driver sample
>
build.exe -ceZ

```

DDK可用於建立用於 Windows 2000、Windows XP、Microsoft Windows Server 2003、Vista的建置環境，但在Windows作業系統並非預設的功能，必須另行安裝。安装完成後你會看到Build Enviroment，free是指release版，check則是debug版。
- Windows XP checked 64 Bit Build Environment
- Windows XP checked Build Environment
- Windows XP free 64 Bit Build Environment
- Windows XP free Build Environment

build指令一開始呼叫Build.exe編譯連結器，從系統「環境變數」（Environment Variable）Include中得到引用文件的地址，然後呼叫Visual C++的编译链接器Nmake.exe进行实际的编译链接工作。在編譯過程中遇到的错误，遇到的警告，會記錄到buildxxx.log，buildxxx.wrn，buildxxx.err等文件中。

## 安裝
安裝過程分成兩個步驟：
- 首先將编译成的.sys文件複製到Windows NT的System32\\Drivers\\目錄下；
- 接著在Registry的HKEY_LOCAL_MACHINE\\SYSTEM\\CurrentControlSet\\Services\\下建立和.sys文件同名的键，然后在之下建立名为Start、Type、ErrorControl的三種REG_DWORD類型的键值。

## 範例
Microsoft DDK提供了大量的WDM範例（samples）參考，這些範例隨著DDK的安裝，會進駐我們的系統之中（WINDDK\xx00\src）。一般人不大可能從輪子造起一個新的驅動程式，大部份要靠“既有的範例”來改良一個新的驅動程式。
- 1394
- Audio
- AVStream
- filesys
- general
- hid
- input
- ir
- kernel

## 批評
- WDM學習曲線過長。
- 電源管理（power management）事件與隨插即用（Plug-and-play）差異太大。導致系統的睡眠（sleep）與清醒（wake up）狀態容易產生問題。
- I/O cancellation幾乎不可能達成。
- 每支驅動程式動輒要撰寫數千行的程式碼。
- 不支援純使用者模式（pure user-mode）驅動程式。

## 外部連結
- Windows Driver Foundation Homepage
- Introducing Windows Driver Framework，written by well-known Windows driver developer, Walter Oney.
- Building and deploying a basic WDF Kernel Mode Driver，CodeProject
- Developing a WDF USB Kernel Mode Driver for the OSR USB FX2，CodeProject
- A simple demo for WDM Driver development